# Kuřimany
Kuřimany falu és önkormányzat (obec) Csehország Dél-csehországi kerületének Strakonicei járásában. Területe 3,11 km², lakosainak száma 22 (2008. 12. 31). A falu Strakonicétől mintegy 9 km-re délkeletre, České Budějovicétől 45 km-re északnyugatra, és Prágától 105 km-re délre fekszik.
A település első írásos említése 1327-ből származik.

## Népesség
A település népessége az elmúlt években az alábbi módon változott:
| Lakosok száma | 133  | 124  | 115  | 75   | 51   | 28   | 33   | 38   | 46   | 46   |
|               | 1869 | 1890 | 1921 | 1950 | 1980 | 2001 | 2017 | 2019 | 2022 | 2024 |